# 22625 Kanipe
22625 Kanipe è un asteroide della fascia principale. Scoperto nel 1998, presenta un'orbita caratterizzata da un semiasse maggiore pari a 2,2834475 UA e da un'eccentricità di 0,1148058, inclinata di 5,45684° rispetto all'eclittica.